# 鉈尾山城
鉈尾山城（日语：／ Nataoyamajō）是日本戰國時代美濃國武儀郡上有知（現岐阜縣美濃市）曾經存在的一座山城，別稱上有知城（日语：／ Kōzuchijō）。

## 概要
鉈尾山城建於上有知北方高約437米的古城山之頂，古城山古名七尾山，後來改稱鉈尾山，由於建城者佐藤清信的關係，亦有以他的姓氏中的「藤」字，如藤白山、藤城山等來稱呼古城山。
按照《上有知舊事記》記載，山城內有南北18間、東西20間，四周由吊牆組成的圍欄包圍而成的要害。吊牆的吊繩只要用鉈切斷後，吊牆便會跌落懸崖，就算幾千兵馬也可以抵擋得到，因此才由七尾山改稱作鉈尾山。
山城的規模不大，平常用作偵察之用，有事發生的時候則以其為據點抵擋敵人。城下町位於余取川與長良川合流附近一帶的低地，該地現存的古跡有保寧寺跡、古町、古城跡、金屋街道和小者町等等，其中的古城跡有可能是城主佐藤氏的居所。

## 歷史
天文年間，山城由出仕於齋藤氏的清信建成。後來，清信之子佐藤秀方臣服於織田信長，在本能寺之變爆發後改仕於羽柴秀吉，秀吉亦確保他在鉈尾山城的領地。秀方之子佐藤方政在秀吉死後，靠攏岐阜城的織田秀信，及後在關原之戰的前哨戰米野之戰中敗走，作為鉈尾山城主的佐藤氏亦就此滅亡。其後，成為武儀郡領主的金森長近新建小倉山城，並且將鉈尾山城廢棄。